# 鳴坂健二
鳴坂 健二（なるさか けんじ、1907年7月30日 - 1993年6月13日）は、日本の経営者。山陽電気鉄道社長を務めた。

## 経歴
岡山県出身。1933年に同志社大学法学部を卒業し、同年に神明自動車に入社。1943年に山陽電気鉄道に転じ、1957年11月に取締役に就任し、1959年9月に常務、1966年6月に専務、1969年11月に副社長を経て、1973年5月に社長に就任。1977年6月に取締役相談役を経て、1981年6月に相談役に就任。
1970年11月に藍綬褒章を受章し、1977年11月に勲四等旭日小綬章を受章。
1993年6月13日、心不全のために死去。85歳没。